# Haploskupina X (mtDNA)
Haploskupina X je haploskupina lidské mitochondriální DNA.
Haploskupina X se vydělila z haploskupiny N. Před zhruba 20 000 až 30 000 lety vznikly dvě její podskupiny, X1 a X2. Haploskupina X je zastoupena mezi 2 % populace na území Evropy, Blízkého Východu a Severní Afriky. Podskupina X1 je zastoupena méně. Omezuje se na území Severní a Východní Afriky a dále na území Blízkého Východu. Podskupina X2 se rozšířila během maxima zalednění, zhruba před 21 000 lety. Výrazněji se vyskytuje na Blízkém Východě, na Kavkaze a ve Středozemí, méně častěji pak ve zbytku Evropy. Vypíchnout lze především Gruzii (8 %), Orkneje (ve Skotsku) (7 %) a izraelské Drúze (26 %). Posledně jmenovaný případ lze přičíst efektu zakladatele.

## Severní a Jižní Amerika
Haploskupina X je jednou z pěti haploskupin zjištěných u původních obyvatel amerického kontinentu.
Přestože v celkovém množství těchto obyvatel představuje pouhá 3 %, v severovýchodní části Severní Ameriky, zvláště mezi Algonkíny, její podíl vzrůstá až na 25 %. V menším množství se dále vyskytuje na západě a jihu Severní Ameriky, zvláště mezi Siouxy (15 %), Nutky (11 % až 13 %), Navahy (7 %) a Jakimy (5 %). V Jižní Americe se vyskytuje mezi kmenem Yanomami (12 %) v osmi vesnicích v oblasti Roraima na severozápadě Brazílie.
Na rozdíl od čtyř hlavních haploskupin zastoupených mezi původními americkými obyvateli (A, B, C a D) není haploskupina X nějak silněji propojena s Východní Asií. Jediný výskyt haploskupiny X v Asii pochází z pohoří Altaj v jižních oblastech Sibiře. Podrobný výzkum odhalil, že většina altajských vzorků je v podstatě totožná. To nasvědčuje, že do této oblasti pronikla relativně nedávno. Odhaduje se, že k tomu došlo zhruba v 5. století př. n. l. a to pravděpodobně z oblasti Jižního Kavkazu.
Absence haploskupiny X2 v Asii je jedním z hlavních důvodů pro změnu dosavadních modelů migrace původních obyvatel na území Ameriky. "Novosvětská" haploskupina X2a se však liší od "starosvětské" větve X2b-f pouze nepatrně, což naznačuje, že se záhy po vydělení ze společného předka na Blízkém Východě musela šířit východním směrem poměrně rychle.
Solutreanská hypotéza předpokládá, že haploskupina X dorazila do Severní Ameriky zhruba před 20 000 lety spolu s migrační vlnou evropských Solutréenů, kulturou doby kamenné, pocházející z jihozápadní Francie a Španělska, kteří sem připluli na lodích okolo jižního okraje Arktidy.
Bryan Sykes použil ve své knize Sedm dcer Eviných pro zakladatelku haploskupiny X jméno Xénie.
| Fylogenetický strom haploskupin lidské mitochondriální DNA (mtDNA) |                                      |      |      |      |      |      |      |      |      |      |      |      |      |      |    |    |        |        |   |   |   |   |   |   |   |  |   |   |   |   |  |  |  |  |    |    |    |
|                                                                    | Poslední společný předek (mtDNA) (L) |      |      |      |      |      |      |      |      |      |      |      |      |      |    |    |        |        |   |   |   |   |   |   |   |  |   |   |   |   |  |  |  |  |    |    |    |
| L0                                                                 | L1–6                                 | L1–6 | L1–6 | L1–6 | L1–6 | L1–6 | L1–6 | L1–6 | L1–6 | L1–6 | L1–6 | L1–6 | L1–6 | L1–6 |    |    |        |        |   |   |   |   |   |   |   |  |   |   |   |   |  |  |  |  |    |    |    |
| L0                                                                 | L1                                   | L2   |      |      |      | L3   | L3   | L3   | L3   | L3   | L3   | L3   | L3   | L3   | L3 | L3 | L3     | L3     |   |   |   |   |   |   |   |  |   |   |   |   |  |  |  |  | L4 | L5 | L6 |
| L0                                                                 | L1                                   | L2   | M    | M    | M    | M    | M    | M    | M    | N    | N    | N    | N    | N    | N  |    |        |        |   |   |   |   |   |   |   |  |   |   |   |   |  |  |  |  | L4 | L5 | L6 |
| L0                                                                 | L1                                   | L2   | CZ   | CZ   | D    | E    | G    | Q    |      | O    | A    | S    | R    | R    | R  | R  | R      | R      | R | R | R | R | R | R | R |  | I | W | X | Y |  |  |  |  | L4 | L5 | L6 |
| L0                                                                 | L1                                   | L2   | C    | Z    | D    | E    | G    | Q    | B    | O    | A    | S    | F    | R0   | R0 |    | pre-JT | pre-JT |   |   | P | P |   | U |   |  | I | W | X | Y |  |  |  |  | L4 | L5 | L6 |
| L0                                                                 | L1                                   | L2   | C    | Z    | D    | E    | G    | Q    | B    | O    | A    | S    | F    | HV   | HV | JT | JT     | K      |   |   | P | P |   |   |   |  | I | W | X | Y |  |  |  |  | L4 | L5 | L6 |
| L0                                                                 | L1                                   | L2   | C    | Z    | D    | E    | G    | Q    | B    | O    | A    | S    | F    | H    | V  | J  | T      | K      |   |   | P | P |   |   |   |  | I | W | X | Y |  |  |  |  | L4 | L5 | L6 |